# Philodendron wilburii
Philodendron wilburii är en kallaväxtart som beskrevs av Thomas Bernard Croat och Michael Howard Grayum. Philodendron wilburii ingår i släktet Philodendron och familjen kallaväxter.

## Underarter
Arten delas in i följande underarter:
- P. w. longipedunculatum
- P. w. wilburii